# خادم حسین رضوی
خادم حسين رضوي (22 يونيو 1966 - 19 نوفمبر 2020، نكه توت بندي غيب) كان باحثًا دينيًا في مدرسة بريلي الفكرية ومؤسس حزب - حركة لبيك باكستان - الديني قبل دخوله معترك السياسة، كان خادم حسين خطيبًا في مسجد في لاهور. بعد إعدام ممتاز قادري بدأ ينتقد الحكومة علنًا، مما أدى إلى إقالته من قبل دائرة الأوقاف.

## الولادة
ولد خادم حسين رضوي في الثالث من ربيع الأول 1386 هـ في 22 يونيو 1966 في منطقة «ناكا توت» في أتوك إلى الحاج لعل خان عوان.

## تعليمه
تلقى خادم حسين رضوي تعليمه الابتدائي حتى الصف الرابع من مدرسة في قريته نيكا كالان. بعد ذلك توجه إلى منطقة جهلم لتعلم الدين، وكان في ذلك الوقت بالكاد يبلغ من العمر ثماني سنوات في عام 1974. عندما وصل خادم حسين إلى جهلم وحده، كانت حركة ختم النبوة في ذروتها المواكب والاعتقالات كانت مستمرة.
التقى خادم حسين بأستاذه في القرية حافظ غلام محمد في جهلم، واصطحبه إلى جامعة غوثية لتدريس العلوم في منطقة عيد جاه. تنتمي هذه المدرسة إلى قاضي غلام محمود والذي كان تلميذاً خاصاً لبير مهر علي شاه. وكان نفسه الخطيب والإمام، لذا كان مدير المدرسة ابنه قاضي حبيب الرحمن. أما المحفظ للقرآن الكريم في المدرسة كان قاري غلام ياسين من منطقة غوجرات وكان أعمى. حفظ خادم حسين أول اثنتي عشرة جزءا من القرآن الكريم في جمعية غوثية لتدريس العلوم أما الأجزاء البقية الثمانية عشر التالية في دار العلوم في محلة مشين رقم 1. استغرقت حفظ القرآن أربع سنوات. عندما كان في الثانية عشرة من عمره، انتقل إلى الحي الديني في غوجارات ودرس التلاوة لمدة عامين. بعد دراسة التلاوة، انتقل إلى لاهور عام 1980 لمتابعة دراسته. هناك التحق في درس نظامي في الجامعة النظامية لاهور. تخرج عام 1988 بعد أن درس في مدرسة لاهور لمدة ثماني سنوات. بالإضافة إلى حفظ القرآن.
حصل على تعليمه المبكر من قريته. في عام 1974 غادر منزله للدراسات الدينية ودخل مسجد الجامعة عيد جاه جهلوم، وكان معلمه حافظ غلام ياسين هناك، وفي عام 1978 حفظ القرآن الكريم وتعلم التجويد. ثم بعدها سافر إلى لاهور في الجامع وزير خان إلى قاري منظور حسين في لاهور، فقبله في الجامعة النظامية في لاهور. في عام 1988، تم الانتهاء من درس الحديث وحصل على الشهادة.

## سيرته
انضم حافظ خادم حسين لأول مرة إلى دائرة أوقاف البنجاب في عام 1993. في هذا الصدد، كان خطيب مسجد بيرمكي بالقرب من داتا دربار، لاهور. عندما ترك إدارة الأوقاف، كان راتبه 20 ألف روبية في الشهر. ثم عين في مسجد رحمة العالمين في منطقة يتيم خانة بالقرب من طريق لاهور حيث كان راتبه خمسة عشر ألف روبية شهريًا.
في عام 1990، بدأ تدريس «علم الصرف» في الجامعة النظامية، وفي عام 1993، تم تعيينه من قبل دائرة الأوقاف في لاهور لإلقاء خطبة وإمامة الصلاة في دربار سائي كانوانوالي، غوجارات. ثم عين في مسجد شاه أبو المعالي.
أمرت الحكومة بإيقافه لمدة أربعة أشهر بسبب انتقاداته لسياسات الحكومة، وبعد ذلك أعيد إلى منصبه وبدأ في أداء واجباته في مسجد بير ميكي صاحب لاهور لكن سياسات الحكومة كانت هدفه المعتاد، خاصة كان موقفه من ممتاز قادري مخالفًا لموقف الحكومة الذي كان يعبر عنه على المنصات الرسمية، ونتيجة لذلك لم يدم هذا النوع من التوظيف طويلًا وفصلته دائرة الأوقاف. وظل دافعًا وراعيًا لـ «حركة الإفراج عن ممتاز قادري»، وبقي زعيما لـ «تحريك الفدايان لختم النبوة». في وقت لاحق، بسبب الخلافات مع الدكتور أشرف آصف جلالي، قام بتشكيل حركته الخاصة، باسم «تحريك لبيك باكستان». سرعان ما ترك بصمته في الطبقة المحافظة بتصريحاته الصارمة.
في عام 2016 تعرض للضرب والسجن بسبب تنظيمه مسيرة لصالح قانون إزدراء الأديان. وفي عام 2017 ظهر على الساحة السياسية في الانتخابات الفرعية في لاهور وحير الناس بحصوله على 7000 صوت. في الانتخابات الفرعية لـ بيشاور، حصل على ما يقرب من عشرة آلاف صوت، وفي انتخابات لودران أيضًا، حصل حزبه على حوالي 11 ألف صوت.
في عام 2017 عدلت حكومة نواز شريف في مشروع قانون برلماني بخصوص ختم النبوة. وبدأ الشعب بالاعتراض وكان في مقدمتهم خادم حسين رضوي الذي اتخذ خطوات عملية بدلاً من الإدلاء بتصريحات، وفي نوفمبر / تشرين الثاني 2017، نظم اعتصامًا عند تقاطع فايز آباد لعدة أيام. نتيجة لذلك، اضطر وزير القانون زاهد حامد إلى تقدم الاستقالة، ولهذا السبب تعرض لانتقادات أيضًا.
في عام 2018 عندما نشرت هولندا رسومات الرسول الكريم، سار مرة أخرى من لاهور إلى إسلام آباد ودعا إلى الاعتصام.
اتهمت امرأة مسيحية تدعى آسيا بالإساءة إلى النبي، وحكمت عليها المحكمة العليا بالإعدام لكن أطلق سراحها بأمر من المحكمة الفيدرالية.
كان رد فعل خادم حسين رضوي قويا، ولجأ نشطاء حركة ليبك إلى العنف، وأضرمت النيران في مئات السيارات، واعتقل خادم حسين رضوي ومسؤولي تنظيمه ومعاونيه. ۔ ظل خادم حسين رضوي محتجزًا لدى شرطة لاهور بتهم تتعلق بالإرهاب، وقد أُطلق سراحه بكفالة في مايو 2019.
البنجابية هي لغته الأم، لكنه أيضًا كان يتقن اللغة الفارسية. قبل أيام قليلة من وفاته قام بالإعتصام في فايز آباد، وكان مطالبه هذه المرة بطرد السفير الفرنسي من باكستان لأن الرئيس الفرنسي أيد رسوم الإساءة للنبي.
كان خادم حسين رضوي يدرّس في الجامعة النظامية رضوي منذ عقدين. بالإضافة إلى ذلك، كان أميرا لحركة فدايان ختم النبوة باكستان ومجلس العلماء النظاميين. وكان راعيًا أيضا للعديد من المدارس والمنظمات والمؤسسات، بما في ذلك دار العلوم أنجمان نعمانية.
أصبح معاقًا واقتصر على كرسي متحرك في حادث سيارة في عام 2009، وظهرت بعض تفاصيله الآن. وفقًا لتقارير غير مؤكدة، كان الأخ الأكبر لمولانا خادم حسين رضوي، أمير حسين رضوي، يقوم ببناء مسجد في القرية وطلب من خادم حسين رضوي الزيارة، وفي الطريق وفي الطريق جائت نوبة نوم للسائق. أصيب مولانا خادم حسين رضوي بجروح خطيرة في الرأس والدماغ في الحادث الذي أدى إلى إصابة الجزء السفلي من جسده بالشلل.

## أسرته
تزوج خادم حسين رضوي من ابنة عمه التي أحبها والده لال خان. تم الزواج في عام 1993 بعد تعيين الخطيب في دائرة الأوقاف. ولديه ولدان وأربع بنات.
كلا الأبناء حافظان للقرآن ويدرسان «درس نظامي» ليصبح كلا منهما عالمان.

## عمله بالسياسة
أسس تحريك لبيك باكستان (TLP) هي منظمة سياسية تشكلت تحت قيادة العلامة خادم حسين رضوي، زعيم حزب يُدعى تحريك لبيك يا رسول الله. في 26 يوليو 2017 ، تم تسجيلها في لجنة الانتخابات الباكستانية وخصصت علامة الرافعة.
خاض حزب خادم حسين رضوي، حركة لبيك باكستان، الانتخابات العامة لعام 2018 وفاز بمقعدين في مجلس السند، وحصل على ما مجموعه 2.2 مليون صوت من جميع أنحاء البلاد.
يُعتقد أن سبب دخوله السياسة هو حكم الإعدام على ممتاز قادري، الذي سرعان ما اتخذ مكانه في الطبقة المحافظة بتصريحاته القاسية. تعرض للضرب والسجن في 2016 لاحتجاجه على قانون التجديف. تم وضعه في الجدول الرابع من قبل حكومة البنجاب، مما يعني أنه كان عليه إبقاء الشرطة على اطلاع بتحركاته.
كان رد فعله قويًا على تغيير الحكومة للصياغة في بند في مشروع قانون برلماني عام 2017 لإنهاء قانون النبوة، وفي نوفمبر 2017 دعا إلى اعتصام في تقاطع فايز آباد. في صباح يوم 25 نوفمبر / تشرين الثاني، نفذت الشرطة الفيدرالية ورينجرز عملية فاشلة أصيب فيها العديد من الأشخاص، وأطلقت الشرطة 12 ألف قذيفة غاز مسيل للدموع وقتل ثمانية أشخاص. اندلعت الاحتجاجات في جميع أنحاء البلاد بعد الحادث. وفي 25 تشرين الثاني (نوفمبر)، طلب وزير الداخلية مساعدة الجيش. كما تم انتقاد خادم حسين لإهانة المعارضين في الأماكن العامة، لكن خادم حسين قال إن مثل هذه الكلمات قد نطق بها الله تعالى في القرآن.

## مؤلفاته
- تيسير أبواب الصرف
- تعلیلات خادمیہ

## وفاته
توفى يوم الخميس 19 نوفمبر 2020 عن عمر يناهز 54 عاما في مدينة لاهور بسبب المرض. أقيمت صلاة الجنازة الساعة 10 من صباح يوم السبت 21 نوفمبر 2020 في جراوند مينار، باكستان. وتلا الجنازة ابنه سعد رضوي ودفن في مدرسة أوذر غفاري الملحق بمسجد رحمة للعالمين. بعد وفاة خادم رضوي، عين المجلس الشورى لحزبه المكون من 18 عضوا نجله سعد رضوي رئيسا جديدا لحزب تحريك ليبك، والذي أعلنه النائب المركزي للحزب سيد زهير حسن شاه في الجنازة.